# I liga argentyńska w piłce nożnej (2011/2012)
Mistrzem Argentyny turnieju Apertura w sezonie 2011/12 został Boca Juniors, natomiast wicemistrzem turnieju Apertura został Racing Club de Avellaneda.
Mistrzem Argentyny turnieju Clausura w sezonie 2011/12 został Arsenal Sarandí Buenos Aires, natomiast wicemistrzem turnieju Clausura został CA Tigre.
Do Copa Libertadores w roku 2012 zakwalifikowało się pięć klubów:
- CA Vélez Sarsfield (mistrz turnieju Clausura 2010/11)
- Boca Juniors (mistrz turnieju Apertura 2011/12)
- Club Atlético Lanús (najlepszy w tabeli sumarycznej 2011 roku)
- Godoy Cruz Antonio Tomba (drugi najlepszy w tabeli sumarycznej 2011 roku)
- Arsenal Sarandí Buenos Aires (najlepszy argentyński klub w Copa Sudamericana 2011)

Do Copa Sudamericana w roku 2012 zakwalifikowało się sześć klubów:
- Independiente (trzeci najlepszy w tabeli sumarycznej 2011 roku)
- Racing Club de Avellaneda (czwarty najlepszy w tabeli sumarycznej 2011 roku)
- CA Tigre (piąty najlepszy w tabeli sumarycznej 2011 roku)
- Argentinos Juniors (szósty najlepszy w tabeli sumarycznej 2011 roku)
- CA Colón (siódmy najlepszy w tabeli sumarycznej 2011 roku)
- Boca Juniors (zwycięzca turnieju Copa Argentina 2011/12)

Do Copa Libertadores w roku 2013 zakwalifikowało się pięć klubów:
- Arsenal Sarandí Buenos Aires (mistrz turnieju Clausura 2011/12)
- mistrz turnieju Apertura 2012/13
- 1. miejsce w tabeli sumarycznej 2012 roku
- 2. miejsce w tabeli sumarycznej 2012 roku
- triumfator Copa Sudamericana 2012

Tabela spadkowa zadecydowała o tym, które kluby spadną do drugiej ligi (Primera B Nacional Argentina), a które będą miały szanse obronić swój byt pierwszoligowy w barażach. Bezpośrednio spadły kluby, które w tabeli spadkowej zajęły dwa ostatnie miejsca - CA Banfield i Olimpo Bahía Blanca. Na ich miejsce awansowały dwie najlepsze drużyny z drugiej ligi - River Plate i CA Argentino de Quilmes. Mecze barażowe musiały stoczyć San Martín San Juan i San Lorenzo de Almagro. Oba kluby obroniły się przed spadkiem do drugiej ligi.

## Torneo Apertura 2011/12

### Apertura 1
| Data            | Mecz |
| --------------- | --- |
| 7 sierpnia 2011 | Olimpo Bahía Blanca - Boca Juniors 0:0                                                                            |
| 7 sierpnia 2011 | CA Tigre - Racing Club de Avellaneda 1:1 Ramiro Leone 75 - Teófilo Antonio Gutiérrez 25                           |
| 7 sierpnia 2011 | Godoy Cruz Antonio Tomba - CA Vélez Sarsfield 1:1 Rubén Darío Ramírez 35 - Iván Bella 67                          |
| 7 sierpnia 2011 | Unión Santa Fe - Argentinos Juniors 1:1 Juan Pablo Avendaño 52 - Santiago Gabriel Salcedo 48                      |
| 7 sierpnia 2011 | Newell’s Old Boys - Estudiantes La Plata 0:0                                                                      |
| 7 sierpnia 2011 | San Lorenzo de Almagro - Club Atlético Lanús 0:1 Gonzalo Ismael Bazán 30s                                         |
| 7 sierpnia 2011 | Arsenal Sarandí Buenos Aires - CA Colón 1:2 Guillermo Burdisso 36 - Tomás Costa 73, Esteban Óscar Fuertes 76      |
| 7 sierpnia 2011 | CA All Boys - Belgrano Córdoba 1:1 Mauro Matos 54 - César Emanuel Pereyra 47                                      |
| 7 sierpnia 2011 | CA Banfield - Atlético Rafaela 0:2 Darío Alejandro Gandín 11k, 12                                                 |
| 7 sierpnia 2011 | Independiente - San Martín San Juan 2:1 Cristian Alberto Pellerano 21, Pablo Daniel Cantero 41s - Diego García 53 |

### Apertura 2
| Data             | Mecz |
| ---------------- | --- |
| 17 sierpnia 2011 | Club Atlético Lanús - Independiente 1:0 Mariano Pavone 90+2                                                             |
| 17 sierpnia 2011 | Estudiantes La Plata - San Lorenzo de Almagro 0:2 Emmanuel Gigliotti 60 - Gabriel Antonio Méndez 62                     |
| 17 sierpnia 2011 | Argentinos Juniors - Newell’s Old Boys 1:1 Diego Mateo 29s - Mauricio Sperdutti 42                                      |
| 17 sierpnia 2011 | Boca Juniors - Unión Santa Fe 4:0 Lucas Viatri 1, 80, Juan Román Riquelme 84, Nicolás Carlos Colazo 86                  |
| 17 sierpnia 2011 | CA Vélez Sarsfield - CA Banfield 3:0 Santiago Martín Silva 23k, Fernando Ortiz 50, Juan Manuel Martínez 83              |
| 17 sierpnia 2011 | Belgrano Córdoba - Olimpo Bahía Blanca 1:1 Franco Damián Vázquez 56 - Martín Rolle 8                                    |
| 17 sierpnia 2011 | CA Colón - CA All Boys 1:1 Mauro Matos 15s - Mauro Matos 75                                                             |
| 17 sierpnia 2011 | Atlético Rafaela - Arsenal Sarandí Buenos Aires 1:3 Nicolás Castro 75k - Mauro Iván Óbolo 13, Luciano Leguizamón 18, 33 |
| 17 sierpnia 2011 | San Martín San Juan - CA Tigre 2:1 Roberval 40, Lucas León Landa 84 - Emmanuel Pío 90+1                                 |
| 17 sierpnia 2011 | Racing Club de Avellaneda - Godoy Cruz Antonio Tomba 3:0 Teófilo Antonio Gutiérrez 12, 76, Lucas Nahuel Castro 71       |

### Apertura 3
| Data             | Mecz |
| ---------------- | --- |
| 21 sierpnia 2011 | Newell’s Old Boys - Boca Juniors 0:1 Pablo Nicolás Mouche 87                                                                                    |
| 21 sierpnia 2011 | CA Banfield - Racing Club de Avellaneda 0:1 Matías Cahais 7                                                                                     |
| 21 sierpnia 2011 | Arsenal Sarandí Buenos Aires - CA Vélez Sarsfield 0:1 Guillermo Franco 90+1                                                                     |
| 21 sierpnia 2011 | San Lorenzo de Almagro - Argentinos Juniors 3:1 Emmanuel Gigliotti 25, Bernardo Daniel Romeo 79, Emiliano Tellechea 90+3 - Juan José Morales 69 |
| 21 sierpnia 2011 | Independiente - Estudiantes La Plata 1:0 Marco Pérez Murillo 47                                                                                 |
| 21 sierpnia 2011 | San Martín San Juan - Club Atlético Lanús 0:0                                                                                                   |
| 21 sierpnia 2011 | Olimpo Bahía Blanca - CA Colón 0:1 Iván Moreno y Fabianesi 49                                                                                   |
| 21 sierpnia 2011 | Unión Santa Fe - Belgrano Córdoba 0:0 |
| 21 sierpnia 2011 | CA All Boys - Atlético Rafaela 1:2 Mauro Matos 1 - Federico Rafael González 75, Walter Gaitán 86                                                |
| 21 sierpnia 2011 | CA Tigre - Godoy Cruz Antonio Tomba 2:1 Ezequiel Carlos Maggiolo 23, 63 - Diego Nicolás Villar 70                                               |

### Apertura 4
| Data             | Mecz |
| ---------------- | --- |
| 28 sierpnia 2011 | Argentinos Juniors - Independiente 0:0 |
| 28 sierpnia 2011 | Boca Juniors - San Lorenzo de Almagro 1:1 Darío Cvitanich 50 - Gabriel Antonio Méndez 30                                                             |
| 28 sierpnia 2011 | Belgrano Córdoba - Newell’s Old Boys 2:3 Gastón Alejandro Turus 9, Juan Carlos Maldonado 14 - Víctor Marcelino Aquino 43, Ricardo Daniel Noir 67, 70 |
| 28 sierpnia 2011 | CA Colón - Unión Santa Fe 0:2 Paulo Rosales 9 - Fausto Emanuel Montero 18                                                                            |
| 28 sierpnia 2011 | Godoy Cruz Antonio Tomba - CA Banfield 1:0 Rubén Darío Ramírez 54                                                                                    |
| 28 sierpnia 2011 | Atlético Rafaela - Olimpo Bahía Blanca 3:1 Nicolás Castro 39, Darío Alejandro Gandín 68k, Walter Omar Serrano 76 - Néstor Fabián Bareiro 90          |
| 28 sierpnia 2011 | CA Vélez Sarsfield - CA All Boys 0:1 Emanuel Perea 68                                                                                                |
| 28 sierpnia 2011 | Racing Club de Avellaneda - Arsenal Sarandí Buenos Aires 0:0                                                                                         |
| 28 sierpnia 2011 | Club Atlético Lanús - CA Tigre 0:0 |
| 28 sierpnia 2011 | Estudiantes La Plata - San Martín San Juan 2:2 Gastón Nicolás Fernández 8, Mauro Boselli 20 - Emanuel Matías Más 45, Maximiliano Ezequiel Núñez 67   |

### Apertura 5
| Data            | Mecz |
| --------------- | --- |
| 4 września 2011 | Independiente - Boca Juniors 0:1 Rolando Carlos Schiavi 50                                                                             |
| 4 września 2011 | CA All Boys - Racing Club de Avellaneda 0:0                                                                                            |
| 4 września 2011 | Olimpo Bahía Blanca - CA Vélez Sarsfield 2:1 Martín Rolle 11, Néstor Fabián Bareiro 70 - Guillermo Franco 40                           |
| 4 września 2011 | San Martín San Juan - Argentinos Juniors 0:0                                                                                           |
| 4 września 2011 | Club Atlético Lanús - Estudiantes La Plata 2:1 Mario Regueiro 14, Silvio Romero 30 - Mariano González 29                               |
| 4 września 2011 | Newell’s Old Boys - CA Colón 0:0 |
| 4 września 2011 | CA Tigre - CA Banfield 1:0 Mariano Raúl Echeverría 32                                                                                  |
| 4 września 2011 | San Lorenzo de Almagro - Belgrano Córdoba 0:1 César Osvaldo Mansanelli 40                                                              |
| 4 września 2011 | Unión Santa Fe - Atlético Rafaela 0:1 Juan Pablo Cárdenas 18s                                                                          |
| 4 września 2011 | Arsenal Sarandí Buenos Aires - Godoy Cruz Antonio Tomba 1:2 Mauro Iván Óbolo 90+4 - Álvaro Damián Navarro 54, Rubén Darío Ramírez 90+3 |

### Apertura 6
| Data             | Mecz |
| ---------------- | --- |
| 11 września 2011 | Belgrano Córdoba - Independiente 2:0 César Emanuel Pereyra 38, 46 |
| 11 września 2011 | CA Colón - San Lorenzo de Almagro 3:1 Esteban Óscar Fuertes 22, 49, Federico Fernando Higuaín 87 - Emmanuel Gigliotti 67                                                                    |
| 11 września 2011 | Atlético Rafaela - Newell’s Old Boys 0:0 |
| 11 września 2011 | Argentinos Juniors - Club Atlético Lanús 0:4 Mario Regueiro 37, Mariano Pavone 78, Diego Hernán González 81, Diego Valeri 88k                                                               |
| 11 września 2011 | CA Vélez Sarsfield - Unión Santa Fe 0:1 Paulo Rosales 87 |
| 11 września 2011 | Racing Club de Avellaneda - Olimpo Bahía Blanca 1:0 Teófilo Antonio Gutiérrez 19k |
| 11 września 2011 | Godoy Cruz Antonio Tomba - CA All Boys 6:1 Rubén Darío Ramírez 29, 46, Emanuel Perea 45s, Leandro Rubén Caruso 53, Diego Nicolás Villar 59, Jorge Curbelo 87 - Eduardo Rodrigo Domínguez 23 |
| 11 września 2011 | CA Banfield - Arsenal Sarandí Buenos Aires 0:1 Emilio José Zelaya 7 |
| 11 września 2011 | Estudiantes La Plata - CA Tigre 1:3 Carlos Damián Casteglione 61s - Carlos Ariel Luna 6, Diego Alberto Morales 22k, Román Fernando Martínez 25                                              |
| 11 września 2011 | Boca Juniors - San Martín San Juan 1:0 Walter Erviti 75 |

### Apertura 7
| Data             | Mecz |
| ---------------- | --- |
| 18 września 2011 | Club Atlético Lanús - Boca Juniors 1:2 Juan Manuel Insaurralde 46s - Lucas Viatri 6, Walter Erviti 62                                                                                            |
| 18 września 2011 | Unión Santa Fe - Racing Club de Avellaneda 1:1 Enrique Alberto Bologna 68 - Giovanni Andrés Moreno 11                                                                                            |
| 18 września 2011 | Newell’s Old Boys - CA Vélez Sarsfield 1:1 Carmelo Valencia 89 - Augusto Fernández 77 |
| 18 września 2011 | Estudiantes La Plata - Argentinos Juniors 4:3 Gabriel Iván Mercado 36, 86, Guido Marcelo Carrillo 40, Mauro Raúl Fernández 45 - Santiago Gabriel Salcedo 3, Pablo Barzola 31, Leandro Barrera 85 |
| 18 września 2011 | Independiente - CA Colón 0:1 Federico Fernando Higuaín 17 |
| 18 września 2011 | CA All Boys - CA Banfield 0:1 Juan Eduardo Eluchans 69 |
| 18 września 2011 | San Martín San Juan - Belgrano Córdoba 0:1 Claudio Daniel Pérez 83 |
| 18 września 2011 | CA Tigre - Arsenal Sarandí Buenos Aires 2:2 Diego Alberto Morales 53k, Mariano Raúl Echeverría 60 - Emilio José Zelaya 32, Guillermo Burdisso 85                                                 |
| 18 września 2011 | San Lorenzo de Almagro - Atlético Rafaela 1:3 Sebastián Emanuel González 89 - Darío Alejandro Gandín 69, Federico Rafael González 90+1, Nicolás Castro 90+5k                                     |
| 18 września 2011 | Olimpo Bahía Blanca - Godoy Cruz Antonio Tomba 2:2 Julio César Furch 61, Lucas Esteban Ceballos 65s - Nicolás Gabriel Sánchez 45, Leandro Rubén Caruso 75                                        |

### Apertura 8
| Data             | Mecz |
| ---------------- | --- |
| 21 września 2011 | Atlético Rafaela - Independiente 1:3 Nicolás Castro 63 - Leonel Jorge Núñez 22, Brian Emanuel Nieva 23, Osmar Ferreyra 90+4 |
| 21 września 2011 | CA Vélez Sarsfield - San Lorenzo de Almagro 1:2 Augusto Fernández 38 - Enzo Kalinski 50, Juan Manuel Salgueiro 90+3         |
| 21 września 2011 | Boca Juniors - Estudiantes La Plata 1:0 Clemente Rodríguez 17                                                               |
| 21 września 2011 | Racing Club de Avellaneda - Newell’s Old Boys 1:0 Teófilo Antonio Gutiérrez 7                                               |
| 21 września 2011 | Belgrano Córdoba - Club Atlético Lanús 0:0                                                                                  |
| 21 września 2011 | Godoy Cruz Antonio Tomba - Unión Santa Fe 1:1 Armando Cooper 84 - Rodrigo Erramuspe 63                                      |
| 21 września 2011 | CA Banfield - Olimpo Bahía Blanca 1:1 Maximiliano Gustavo Laso 56 - Martín Rolle 27                                         |
| 21 września 2011 | Arsenal Sarandí Buenos Aires - CA All Boys 1:2 Lisandro López 90 - Juan Carlos Ferreyra 20, 36k                             |
| 21 września 2011 | Argentinos Juniors - CA Tigre 0:1 Carlos Ariel Luna 55                                                                      |
| 21 września 2011 | CA Colón - San Martín San Juan 0:0                                                                                          |

### Apertura 9
| Data             | Mecz |
| ---------------- | --- |
| 25 września 2011 | Argentinos Juniors - Boca Juniors 0:0 |
| 25 września 2011 | San Lorenzo de Almagro - Racing Club de Avellaneda 0:0 |
| 25 września 2011 | Independiente - CA Vélez Sarsfield 0:1 Jonathan Ramírez 35 |
| 25 września 2011 | Club Atlético Lanús - CA Colón 1:1 Mauricio Ernesto Pereyra 2 - Maximiliano Pellegrino 76                                                                                        |
| 25 września 2011 | Unión Santa Fe - CA Banfield 1:0 Jerónimo Barrales 80 |
| 25 września 2011 | Estudiantes La Plata - Belgrano Córdoba 2:3 Juan Sebastián Verón 71k, Duván Esteban Zapata 90 - Guillermo Martín Farré 11, César Osvaldo Mansanelli 45k, Hernán Gustavo Grana 76 |
| 25 września 2011 | CA Tigre - CA All Boys 1:1 Román Fernando Martínez 88 - Mauro Matos 45 |
| 25 września 2011 | Olimpo Bahía Blanca - Arsenal Sarandí Buenos Aires 2:2 Martín Rolle 73, Martín Rolle 75 - Lisandro López 39, Emilio José Zelaya 48                                               |
| 25 września 2011 | San Martín San Juan - Atlético Rafaela 2:1 Lucas León Landa 54, Raúl Fernando Saavedra 85 - Darío Alejandro Gandín 11                                                            |
| 25 września 2011 | Newell’s Old Boys - Godoy Cruz Antonio Tomba 1:1 Víctor Marcelino Aquino 37 - Facundo Andrés Castillón 59                                                                        |

### Apertura 10
| Data                | Mecz |
| ------------------- | --- |
| 2 października 2011 | Racing Club de Avellaneda - Independiente 1:1 Gabriel Hauche 1 - Facundo Manuel Parra 28                                   |
| 2 października 2011 | Godoy Cruz Antonio Tomba - San Lorenzo de Almagro 2:0 Leonardo Germán Sigali 40, Rubén Darío Ramírez 61                    |
| 2 października 2011 | Belgrano Córdoba - Argentinos Juniors 1:2 Federico Almenares 65 - Juan José Morales 4, Roberto Sebastián Brum 57           |
| 2 października 2011 | CA Colón - Estudiantes La Plata 1:1 Federico Fernando Higuaín 59 - Rodrigo Braña 45                                        |
| 2 października 2011 | CA Banfield - Newell’s Old Boys 2:0 Facundo Ferreyra 54, 72                                                                |
| 2 października 2011 | Atlético Rafaela - Club Atlético Lanús 2:1 Fabricio Bautista Fontanini 51, Federico Rafael González 55 - Mario Regueiro 20 |
| 2 października 2011 | Arsenal Sarandí Buenos Aires - Unión Santa Fe 2:1 Cristian Trombetta 21, Mauro Iván Óbolo 82 - Paulo Rosales 8k            |
| 2 października 2011 | CA All Boys - Olimpo Bahía Blanca 1:2 Mauro Matos 42 - Julio César Furch 28, Andrés Franzoia 77                            |
| 2 października 2011 | Boca Juniors - CA Tigre 1:0 Diego Rafael Castaño 14s                                                                       |
| 2 października 2011 | CA Vélez Sarsfield - San Martín San Juan 1:0 Ezequiel Rescaldani 66                                                        |

### Apertura 11
| Data                 | Mecz |
| -------------------- | --- |
| 16 października 2011 | San Martín San Juan - Racing Club de Avellaneda 0:0                                                                    |
| 16 października 2011 | Club Atlético Lanús - CA Vélez Sarsfield 1:2 Diego Valeri 35k - Héctor Canteros 42, Guido Hernán Pizarro 88s           |
| 16 października 2011 | Argentinos Juniors - CA Colón 0:0                                                                                      |
| 16 października 2011 | San Lorenzo de Almagro - CA Banfield 1:0 Juan Manuel Salgueiro 72                                                      |
| 16 października 2011 | Boca Juniors - Belgrano Córdoba 0:0                                                                                    |
| 16 października 2011 | Unión Santa Fe - CA All Boys 1:1 Paulo Rosales 32k - Fernando Sánchez 7                                                |
| 16 października 2011 | Newell’s Old Boys - Arsenal Sarandí Buenos Aires 0:0                                                                   |
| 16 października 2011 | Estudiantes La Plata - Atlético Rafaela 3:0 Gastón Nicolás Fernández 24, Mauro Boselli 60, Gastón Nicolás Fernández 73 |
| 16 października 2011 | Olimpo Bahía Blanca - CA Tigre 1:1 Arturo David Aquino 74 - Javier Carrasco 80                                         |
| 16 października 2011 | Independiente - Godoy Cruz Antonio Tomba 2:1 Leonel Jorge Núñez 49, Marco Pérez Murillo 90 - Rubén Darío Ramírez 63    |

### Apertura 12
| Data                 | Mecz |
| -------------------- | --- |
| 25 października 2011 | CA Colón - Boca Juniors 0:2 Nicolás Blandi 15, 64                                                                                                |
| 25 października 2011 | CA Banfield - Independiente 3:0 Facundo Ferreyra 54, 58, Walter Acevedo 90                                                                       |
| 25 października 2011 | Arsenal Sarandí Buenos Aires - San Lorenzo de Almagro 1:0 Adrián Hernán González 75                                                              |
| 25 października 2011 | Atlético Rafaela - Argentinos Juniors 3:1 Darío Alejandro Gandín 6k, Federico Rafael González 20, Óscar Matías Carniello 34 - Gustavo Oberman 75 |
| 25 października 2011 | CA Vélez Sarsfield - Estudiantes La Plata 1:0 David Arturo Ramírez 7                                                                             |
| 25 października 2011 | CA All Boys - Newell’s Old Boys 1:1 Juan Pablo Rodríguez 33 - Fabián Miguel Muñoz 45                                                             |
| 25 października 2011 | Racing Club de Avellaneda - Club Atlético Lanús 1:1 Gabriel Hauche 59 - Diego Valeri 20k                                                         |
| 25 października 2011 | Olimpo Bahía Blanca - Unión Santa Fe 0:1 Juan Pablo Avendaño 60                                                                                  |
| 25 października 2011 | CA Tigre - Belgrano Córdoba 0:1 Federico Andrés Mancuello 6                                                                                      |
| 25 października 2011 | Godoy Cruz Antonio Tomba - San Martín San Juan 2:2 Rubén Darío Ramírez 49, 83 - Sebastián Ariel Penco 45, Raúl Fernando Saavedra 52              |

### Apertura 13
| Data                 | Mecz |
| -------------------- | --- |
| 30 października 2011 | Estudiantes La Plata - Racing Club de Avellaneda 0:0                                                                                |
| 30 października 2011 | Argentinos Juniors - CA Vélez Sarsfield 3:1 Santiago Gabriel Salcedo 45, 72k, Sebastián Enrique Domínguez 56s - Guillermo Franco 64 |
| 30 października 2011 | Belgrano Córdoba - CA Colón 0:1 Esteban Óscar Fuertes 80k                                                                           |
| 30 października 2011 | San Martín San Juan - CA Banfield 2:1 Gastón Nicolás Caprari 12, Sebastián Ariel Penco 39k - Jonathan David Gómez 87                |
| 30 października 2011 | Newell’s Old Boys - Olimpo Bahía Blanca 2:2 Santiago Vergini 48k, Maximiliano Nicolás Urruti 60 - Martín Rolle 63, Adrián Lucero 88 |
| 30 października 2011 | San Lorenzo de Almagro - CA All Boys 0:1 Jonathan Bottinelli 84s                                                                    |
| 30 października 2011 | Independiente - Arsenal Sarandí Buenos Aires 0:0                                                                                    |
| 30 października 2011 | Boca Juniors - Atlético Rafaela 3:1 Nicolás Blandi 7, 17, Cristian Manuel Chávez 87 - Nicolás Castro 89                             |
| 30 października 2011 | Unión Santa Fe - CA Tigre 1:1 Juan Pablo Avendaño 73 - Javier Carrasco 69                                                           |
| 30 października 2011 | Club Atlético Lanús - Godoy Cruz Antonio Tomba 2:1 Paolo Duval Goltz 25, Mario Regueiro 81 - Guido Hernán Pizarro 48s               |

### Apertura 14
| Data             | Mecz |
| ---------------- | --- |
| 6 listopada 2011 | CA Vélez Sarsfield - Boca Juniors 0:0                                                                                            |
| 6 listopada 2011 | CA All Boys - Independiente 2:2 Mauro Matos 19, 61 - Matías Defederico 10, Jorge Iván Pérez 54                                   |
| 6 listopada 2011 | Olimpo Bahía Blanca - San Lorenzo de Almagro 1:1 Julio César Furch 73 - Enzo Kalinski 4                                          |
| 6 listopada 2011 | Racing Club de Avellaneda - Argentinos Juniors 1:0 Giovanni Andrés Moreno 55                                                     |
| 6 listopada 2011 | Godoy Cruz Antonio Tomba - Estudiantes La Plata 3:1 Ariel Rojas 5, Rubén Darío Ramírez 16, Armando Cooper 78 - Jorge Curbelo 45s |
| 6 listopada 2011 | Unión Santa Fe - Newell’s Old Boys 2:1 Jerónimo Barrales 49, Enrique Alberto Bologna 88k - Martín Tonso 77                       |
| 6 listopada 2011 | CA Banfield - Club Atlético Lanús 1:2 Paolo Duval Goltz 7s - Mariano Pavone 25, Carlos Izquierdoz 36                             |
| 6 listopada 2011 | CA Tigre - CA Colón 2:1 Carlos Ariel Luna 36, Javier Carrasco 74 - Iván Moreno y Fabianesi 75                                    |
| 6 listopada 2011 | Atlético Rafaela - Belgrano Córdoba 0:0                                                                                          |
| 6 listopada 2011 | Arsenal Sarandí Buenos Aires - San Martín San Juan 2:0 Emilio José Zelaya 4, Juan Pablo Caffa 52k                                |

### Apertura 15
| Data              | Mecz |
| ----------------- | --- |
| 20 listopada 2011 | Boca Juniors - Racing Club de Avellaneda 0:0 |
| 20 listopada 2011 | Belgrano Córdoba - CA Vélez Sarsfield 1:3 Franco Damián Vázquez 70 - Iván Bella 24, Guillermo Franco 31, Ezequiel Rescaldani 75                                                                                         |
| 20 listopada 2011 | San Lorenzo de Almagro - Unión Santa Fe 0:1 Paulo Rosales 74 |
| 20 listopada 2011 | Estudiantes La Plata - CA Banfield 0:1 Hernán Rodrigo López 10 mecz przerwano w 13 minucie przy stanie 0:1 dla Banfield z powodu wybuchu petardy, która raniła bramkarza klubu Banfield - mecz dokończono 4 lutego 2012 |
| 20 listopada 2011 | Independiente - Olimpo Bahía Blanca 3:0 Eduardo Nicolás Tuzzio 35, Jorge Iván Pérez 49, Facundo Manuel Parra 78 |
| 20 listopada 2011 | San Martín San Juan - CA All Boys 0:0 |
| 20 listopada 2011 | Club Atlético Lanús - Arsenal Sarandí Buenos Aires 0:1 Guillermo Burdisso 20 |
| 20 listopada 2011 | CA Colón - Atlético Rafaela 1:0 Esteban Óscar Fuertes 73 |
| 20 listopada 2011 | Newell’s Old Boys - CA Tigre 0:1 Carlos Damián Casteglione 37 |
| 20 listopada 2011 | Argentinos Juniors - Godoy Cruz Antonio Tomba 1:0 Gustavo Oberman 38 |
| 4 lutego 2012     | Estudiantes La Plata - CA Banfield 2:1 Mauro Boselli 66, Gabriel Iván Mercado 88 - Hernán Rodrigo López 10 dokończenie 77 minut meczu przerwanego 20 listopada 2011                                                     |

### Apertura 16
| Data              | Mecz |
| ----------------- | --- |
| 27 listopada 2011 | Godoy Cruz Antonio Tomba - Boca Juniors 1:2 Ariel Rojas 87 - Darío Cvitanich 10, Rolando Carlos Schiavi 37k                                                     |
| 27 listopada 2011 | Unión Santa Fe - Independiente 0:0 |
| 27 listopada 2011 | Newell’s Old Boys - San Lorenzo de Almagro 0:0 |
| 27 listopada 2011 | CA Banfield - Argentinos Juniors 2:2 Jonathan David Gómez 57, Facundo Ferreyra 87 - Fabián Bordagaray 27, Santiago Gabriel Salcedo 90+4                         |
| 27 listopada 2011 | Arsenal Sarandí Buenos Aires - Estudiantes La Plata 1:2 Mauro Iván Óbolo 21 - Gastón Nicolás Fernández 56, Juan Sebastián Verón 81                              |
| 27 listopada 2011 | CA All Boys - Club Atlético Lanús 0:0 |
| 27 listopada 2011 | CA Vélez Sarsfield - CA Colón 1:1 Leandro Sebastián Velázquez 21 - Ernesto Javier Chevantón 47                                                                  |
| 27 listopada 2011 | Racing Club de Avellaneda - Belgrano Córdoba 2:3 Giovanni Andrés Moreno 38, Valentín Nicolás Viola 68 - César Emanuel Pereyra 32, 45, Gastón Alejandro Turus 36 |
| 27 listopada 2011 | CA Tigre - Atlético Rafaela 3:0 Carlos Ariel Luna 16, Diego Rafael Castaño 67, Diego Alberto Morales 78k                                                        |
| 27 listopada 2011 | Olimpo Bahía Blanca - San Martín San Juan 0:3 Gastón Nicolás Caprari 16, Mauro Bogado 34k, Gastón Nicolás Caprari 77                                            |

### Apertura 17
| Data           | Mecz |
| -------------- | --- |
| 4 grudnia 2011 | CA Colón - Racing Club de Avellaneda 0:2 Claudio Yacob 31, Valentín Nicolás Viola 57                                |
| 4 grudnia 2011 | Atlético Rafaela - CA Vélez Sarsfield 2:0 Nicolás Castro 2, Sebastián Carrera 87                                    |
| 4 grudnia 2011 | Independiente - Newell’s Old Boys 1:1 Martín Nicolás Benítez 51 - Pablo Javier Pérez 18                             |
| 4 grudnia 2011 | San Martín San Juan - Unión Santa Fe 2:0 Sebastián Ariel Penco 44, Mauro Bogado 58                                  |
| 4 grudnia 2011 | Boca Juniors - CA Banfield 3:0 Darío Cvitanich 10, Darío Cvitanich 44, Diego Alejandro Rivero 47                    |
| 4 grudnia 2011 | Club Atlético Lanús - Olimpo Bahía Blanca 0:0                                                                       |
| 4 grudnia 2011 | Estudiantes La Plata - CA All Boys 3:0 Mariano González 30, Gastón Nicolás Fernández 33, Mauro Boselli 62           |
| 4 grudnia 2011 | Argentinos Juniors - Arsenal Sarandí Buenos Aires 2:1 Santiago Gabriel Salcedo 31, 90+2 - Adrián Hernán González 18 |
| 4 grudnia 2011 | San Lorenzo de Almagro - CA Tigre 1:0 Nicolás Bianchi Arce 1                                                        |
| 4 grudnia 2011 | Belgrano Córdoba - Godoy Cruz Antonio Tomba 1:1 César Osvaldo Mansanelli 55 - Rubén Darío Ramírez 58                |

### Apertura 18
| Data           | Mecz |
| -------------- | --- |
| 7 grudnia 2011 | Arsenal Sarandí Buenos Aires - Boca Juniors 2:2 Guillermo Burdisso 47, Rolando Carlos Schiavi 54s - Walter Erviti 40, Cristian Manuel Chávez 71 |
| 7 grudnia 2011 | San Lorenzo de Almagro - Independiente 0:1 Martín Nicolás Benítez 68                                                                            |
| 7 grudnia 2011 | CA Tigre - CA Vélez Sarsfield 1:3 Diego Alberto Morales 44 - David Arturo Ramírez 30, Augusto Fernández 35, Guillermo Franco 61                 |
| 7 grudnia 2011 | CA All Boys - Argentinos Juniors 1:0 Martín Darío Zapata 13                                                                                     |
| 7 grudnia 2011 | Olimpo Bahía Blanca - Estudiantes La Plata 0:0                                                                                                  |
| 7 grudnia 2011 | Unión Santa Fe - Club Atlético Lanús 0:1 Matías Fritzler 16                                                                                     |
| 7 grudnia 2011 | Godoy Cruz Antonio Tomba - CA Colón 0:1 Federico Fernando Higuaín 46                                                                            |
| 7 grudnia 2011 | CA Banfield - Belgrano Córdoba 0:2 César Emanuel Pereyra 13, 25                                                                                 |
| 7 grudnia 2011 | Racing Club de Avellaneda - Atlético Rafaela 1:0 Teófilo Antonio Gutiérrez 50k                                                                  |
| 7 grudnia 2011 | Newell’s Old Boys - San Martín San Juan 0:0 |

### Apertura 19
| Data            | Mecz |
| --------------- | --- |
| 11 grudnia 2011 | CA Vélez Sarsfield - Racing Club de Avellaneda 1:0 David Arturo Ramírez 55                                                                       |
| 11 grudnia 2011 | San Martín San Juan - San Lorenzo de Almagro 1:0 Sebastián Ariel Penco 2                                                                         |
| 11 grudnia 2011 | Club Atlético Lanús - Newell’s Old Boys 2:2 Silvio Romero 20, Mario Regueiro 53 - Diego Mateo 39, Pablo Javier Pérez 44                          |
| 11 grudnia 2011 | Estudiantes La Plata - Unión Santa Fe 2:0 Mauro Boselli 45, Christian Ariel Cellay 78                                                            |
| 11 grudnia 2011 | CA Colón - CA Banfield 4:1 Federico Fernando Higuaín 5, Ernesto Javier Chevantón 45, 70, Gabriel Maximiliano Graciani 52 - Facundo Ferreyra 90+1 |
| 11 grudnia 2011 | Argentinos Juniors - Olimpo Bahía Blanca 1:0 Santiago Nagüel 63                                                                                  |
| 11 grudnia 2011 | Boca Juniors - CA All Boys 1:0 Darío Cvitanich 78                                                                                                |
| 11 grudnia 2011 | Belgrano Córdoba - Arsenal Sarandí Buenos Aires 1:0 Franco Damián Vázquez 14                                                                     |
| 11 grudnia 2011 | Independiente - CA Tigre 2:1 Facundo Manuel Parra 57k, Hernán Fredes 66 - Diego Alberto Morales 12k                                              |
| 11 grudnia 2011 | Atlético Rafaela - Godoy Cruz Antonio Tomba 0:2 Ariel Rojas 41, Rubén Darío Ramírez 72                                                           |

### Tabela końcowa Apertura 2011/12
| Poz | Klub                         | Mecze | Zw | Rem | Por | Pkt | BrZd | BrStr |
| --- | ---------------------------- | ----- | -- | --- | --- | --- | ---- | ----- |
| 1   | Boca Juniors                 | 19    | 12 | 7   | 0   | 43  | 25   | 6     |
| 2   | Racing Club de Avellaneda    | 19    | 7  | 10  | 2   | 31  | 16   | 8     |
| 3   | CA Vélez Sarsfield           | 19    | 9  | 4   | 6   | 31  | 22   | 17    |
| 4   | Belgrano Córdoba             | 19    | 8  | 7   | 4   | 31  | 21   | 16    |
| 5   | CA Colón                     | 19    | 8  | 7   | 4   | 31  | 19   | 15    |
| 6   | Club Atlético Lanús          | 19    | 7  | 8   | 4   | 29  | 20   | 14    |
| 7   | CA Tigre                     | 19    | 7  | 6   | 6   | 27  | 22   | 19    |
| 8   | Independiente                | 19    | 7  | 6   | 6   | 27  | 18   | 17    |
| 9   | San Martín San Juan          | 19    | 6  | 8   | 5   | 26  | 17   | 14    |
| 10  | Atlético Rafaela             | 19    | 8  | 2   | 9   | 26  | 22   | 26    |
| 11  | Unión Santa Fe               | 19    | 6  | 7   | 6   | 25  | 14   | 18    |
| 12  | Godoy Cruz Antonio Tomba     | 19    | 6  | 6   | 7   | 24  | 28   | 24    |
| 13  | Arsenal Sarandí Buenos Aires | 19    | 6  | 6   | 7   | 24  | 21   | 20    |
| 14  | Estudiantes La Plata         | 19    | 6  | 5   | 8   | 23  | 24   | 24    |
| 15  | Argentinos Juniors           | 19    | 5  | 7   | 7   | 22  | 18   | 24    |
| 16  | CA All Boys                  | 19    | 4  | 9   | 6   | 21  | 15   | 23    |
| 17  | San Lorenzo de Almagro       | 19    | 5  | 4   | 10  | 19  | 13   | 19    |
| 18  | Newell’s Old Boys            | 19    | 1  | 13  | 5   | 16  | 13   | 18    |
| 19  | Olimpo Bahía Blanca          | 19    | 2  | 10  | 7   | 16  | 15   | 25    |
| 20  | CA Banfield                  | 19    | 3  | 2   | 14  | 11  | 13   | 29    |

### Klasyfikacja strzelców bramek turnieju Apertura 2011/12
| Gole | Piłkarz                   | Klub                         |
| ---- | ------------------------- | ---------------------------- |
| 12   | Juan Manuel Martínez      | CA Vélez Sarsfield           |
| 7    | Mauro Matos               | CA All Boys                  |
| 7    | César Emanuel Pereyra     | Belgrano Córdoba             |
| 7    | Santiago Gabriel Salcedo  | Argentinos Juniors           |
| 6    | Nicolás Castro            | Atlético Rafaela             |
| 6    | Facundo Ferreyra          | CA Banfield                  |
| 6    | Darío Alejandro Gandín    | Atlético Rafaela             |
| 6    | Teófilo Antonio Gutiérrez | Racing Club de Avellaneda    |
| 6    | Martín Rolle              | Olimpo Bahia Blanca          |
| 5    | Mauro Boselli             | Estudiantes La Plata         |
| 5    | Darío Cvitanich           | Boca Juniors                 |
| 5    | Gastón Nicolás Fernández  | Estudiantes La Plata         |
| 5    | Guillermo Franco          | CA Vélez Sarsfield           |
| 5    | Esteban Óscar Fuertes     | CA Colón                     |
| 5    | Federico Fernando Higuaín | CA Colón                     |
| 5    | Diego Alberto Morales     | CA Tigre                     |
| 5    | Mauro Iván Óbolo          | Arsenal Sarandí Buenos Aires |
| 5    | Mario Regueiro            | Club Atlético Lanús          |
| 5    | Paulo Rosales             | Unión Santa Fe               |

## Torneo Clausura 2011/12

### Clausura 1
| Data          | Mecz |
| ------------- | --- |
| 2 lutego 2012 | San Martín San Juan - Independiente 1:0 Gastón Nicolás Caprari 61                                                                     |
| 2 lutego 2012 | Club Atlético Lanús - San Lorenzo de Almagro 4:1 Diego Luis Braghieri 10, Matías Fritzler 16, Mariano Pavone 26, 50 - Carlos Bueno 59 |
| 2 lutego 2012 | Estudiantes La Plata - Newell’s Old Boys 1:1 Mauro Boselli 35k - Maximiliano Nicolás Urruti 49                                        |
| 2 lutego 2012 | Argentinos Juniors - Unión Santa Fe 0:0                                                                                               |
| 2 lutego 2012 | Atlético Rafaela - CA Banfield 3:0 Matías Fissore 17, Darío Alejandro Gandín 61k, 90+1                                                |
| 2 lutego 2012 | Boca Juniors - Olimpo Bahía Blanca 2:0 Darío Cvitanich 41, Pablo Nicolás Mouche 66                                                    |
| 2 lutego 2012 | Belgrano Córdoba - CA All Boys 0:0 |
| 2 lutego 2012 | CA Colón - Arsenal Sarandí Buenos Aires 0:0                                                                                           |
| 2 lutego 2012 | Racing Club de Avellaneda - CA Tigre 0:0                                                                                              |
| 2 lutego 2012 | CA Vélez Sarsfield - Godoy Cruz Antonio Tomba 1:1 Mauro Iván Óbolo 16 - Facundo Andrés Castillón 26                                   |

### Clausura 2
| Data           | Mecz |
| -------------- | --- |
| 19 lutego 2012 | Unión Santa Fe - Boca Juniors 0:0 |
| 19 lutego 2012 | Godoy Cruz Antonio Tomba - Racing Club de Avellaneda 1:0 Leonardo Germán Sigali 85                                                              |
| 19 lutego 2012 | CA Banfield - CA Vélez Sarsfield 0:4 Federico Insúa 32, Sebastián Enrique Domínguez 41, Mauro Iván Óbolo 48, Iván Bella 86                      |
| 19 lutego 2012 | Newell’s Old Boys - Argentinos Juniors 1:0 Maximiliano Nicolás Urruti 66                                                                        |
| 19 lutego 2012 | San Lorenzo de Almagro - Estudiantes La Plata 1:1 Néstor Ezequiel Ortigoza 56k - Christian Ariel Cellay 18                                      |
| 19 lutego 2012 | Independiente - Club Atlético Lanús 0:1 Mariano Pavone 87                                                                                       |
| 19 lutego 2012 | CA All Boys - CA Colón 2:0 Juan Carlos Ferreyra 11, Juan Pablo Rodríguez 90+7                                                                   |
| 19 lutego 2012 | Olimpo Bahía Blanca - Belgrano Córdoba 4:1 Grenddy Perozo 20, Andrés Franzoia 60, 72, Néstor Fabián Bareiro 90 - César Osvaldo Mansanelli 45k   |
| 19 lutego 2012 | Arsenal Sarandí Buenos Aires - Atlético Rafaela 2:2 Luciano Leguizamón 15, Juan Pablo Caffa 66k - Nicolás Castro 52, Darío Alejandro Gandín 70k |
| 19 lutego 2012 | CA Tigre - San Martín San Juan 3:1 Diego Rafael Castaño 2, Carlos Ariel Luna 69, Matías Leonardo Escobar 76 - Gastón Nicolás Caprari 90+5k      |

### Clausura 3
| Data           | Mecz |
| -------------- | --- |
| 26 lutego 2012 | Estudiantes La Plata - Independiente 2:0 Gastón Nicolás Fernández 22, Guido Marcelo Carrillo 79                                                         |
| 26 lutego 2012 | Argentinos Juniors - San Lorenzo de Almagro 0:1 Nahuel Benítez 50                                                                                       |
| 26 lutego 2012 | Boca Juniors - Newell’s Old Boys 2:0 Darío Cvitanich 44, Juan Román Riquelme 81                                                                         |
| 26 lutego 2012 | Belgrano Córdoba - Unión Santa Fe 1:0 Lucas Parodi 67                                                                                                   |
| 26 lutego 2012 | Racing Club de Avellaneda - CA Banfield 1:2 Teófilo Antonio Gutiérrez 5k - Andrés Eliseo Chávez 12, Hernán Rodrigo López 90+2                           |
| 26 lutego 2012 | CA Colón - Olimpo Bahía Blanca 3:1 Federico Fernando Higuaín 15, Iván Moreno y Fabianesi 73, Esteban Óscar Fuertes 90+4 - Andrés Franzoia 18            |
| 26 lutego 2012 | Atlético Rafaela - CA All Boys 0:1 Matías Pérez García 90+3                                                                                             |
| 26 lutego 2012 | CA Vélez Sarsfield - Arsenal Sarandí Buenos Aires 3:2 Augusto Fernández 34, 62, Juan Manuel Martínez 36k - Emilio José Zelaya 67, Luciano Leguizamón 83 |
| 26 lutego 2012 | Godoy Cruz Antonio Tomba - CA Tigre 0:2 Carlos Ariel Luna 15, Leandro Nicolás Díaz 87                                                                   |
| 26 lutego 2012 | Club Atlético Lanús - San Martín San Juan 1:3 César Alberto Carranza 90+3 - Gastón Nicolás Caprari 33, 76, Sebastián Ariel Penco 72                     |

### Clausura 4
| Data         | Mecz |
| ------------ | --- |
| 4 marca 2012 | San Lorenzo de Almagro - Boca Juniors 0:2 Juan Manuel Sánchez Miño 59, Pablo Nicolás Mouche 87                               |
| 4 marca 2012 | Arsenal Sarandí Buenos Aires - Racing Club de Avellaneda 0:0                                                                 |
| 4 marca 2012 | CA All Boys - CA Vélez Sarsfield 0:0                                                                                         |
| 4 marca 2012 | Independiente - Argentinos Juniors 1:3 Roberto Miguel Battión 64 - Nicolás Batista 9, Fabián Bordagaray 40, Pablo Barzola 62 |
| 4 marca 2012 | San Martín San Juan - Estudiantes La Plata 0:1 Diego Roberto Sosa 18s                                                        |
| 4 marca 2012 | CA Tigre - Club Atlético Lanús 1:0 Diego Alberto Morales 4k                                                                  |
| 4 marca 2012 | Unión Santa Fe - CA Colón 2:2 Diego Daniel Jara 63, Nicolás Correa 68 - Iván Moreno y Fabianesi 23, 33                       |
| 4 marca 2012 | Newell’s Old Boys - Belgrano Córdoba 0:2 Néstor Andrés Silvera 31, César Emanuel Pereyra 37                                  |
| 4 marca 2012 | Olimpo Bahía Blanca - Atlético Rafaela 2:1 Andrés Franzoia 20, Martín Rolle 90+5k - Darío Alejandro Gandín 41k               |
| 4 marca 2012 | CA Banfield - Godoy Cruz Antonio Tomba 1:1 Hernán Rodrigo López 65 - Álvaro Damián Navarro 12                                |

### Clausura 5
| Data          | Mecz |
| ------------- | --- |
| 11 marca 2012 | Boca Juniors - Independiente 4:5 Facundo Roncaglia 13, 51, Juan Román Riquelme 45, Pablo Ledesma 75 - Patricio Elías Vidal 1, Osmar Ferreyra 7, Ernesto Farías 33, 90, 90+5 |
| 11 marca 2012 | Belgrano Córdoba - San Lorenzo de Almagro 1:2 Matías Alejandro Giménez 10 - Pablo Andrés Alvarado 64, Néstor Ezequiel Ortigoza 69k                                          |
| 11 marca 2012 | CA Colón - Newell’s Old Boys 0:3 Pablo Javier Pérez 45, Martín Tonso 88, Maximiliano Nicolás Urruti 90+5                                                                    |
| 11 marca 2012 | Estudiantes La Plata - Club Atlético Lanús 1:0 Matías Sarulyte 66 |
| 11 marca 2012 | Atlético Rafaela - Unión Santa Fe 0:2 Diego Daniel Jara 41, Pablo Daniel Magnín 57                                                                                          |
| 11 marca 2012 | CA Vélez Sarsfield - Olimpo Bahía Blanca 1:0 Iván Bella 63 |
| 11 marca 2012 | Racing Club de Avellaneda - CA All Boys 3:0 Lucas Nahuel Castro 19, 36, 80                                                                                                  |
| 11 marca 2012 | Godoy Cruz Antonio Tomba - Arsenal Sarandí Buenos Aires 0:1 Jorge Alberto Ortiz 6                                                                                           |
| 11 marca 2012 | CA Banfield - CA Tigre 0:2 Ezequiel Carlos Maggiolo 85, Carlos Ariel Luna 90+1                                                                                              |
| 11 marca 2012 | Argentinos Juniors - San Martín San Juan 1:1 Cristian Grabinski 27s - Gastón Nicolás Caprari 66                                                                             |

### Clausura 6
| Data          | Mecz |
| ------------- | --- |
| 18 marca 2012 | San Martín San Juan - Boca Juniors 0:1 Walter Erviti 71 |
| 18 marca 2012 | Olimpo Bahía Blanca - Racing Club de Avellaneda 0:3 Teófilo Antonio Gutiérrez 60, Gabriel Hauche 71, Lucas Nahuel Castro 76                                             |
| 18 marca 2012 | Unión Santa Fe - CA Vélez Sarsfield 3:3 Rodrigo Erramuspe 19, Rodrigo Erramuspe 65, Pablo Daniel Magnín 79 - Juan Manuel Martínez 23k, Iván Bella 34, Federico Insúa 54 |
| 18 marca 2012 | Club Atlético Lanús - Argentinos Juniors 0:1 Pablo Hernández 59 |
| 18 marca 2012 | CA Tigre - Estudiantes La Plata 1:1 Diego Alberto Morales 28k - Mauro Boselli 18                                                                                        |
| 18 marca 2012 | San Lorenzo de Almagro - CA Colón 1:1 Enzo Kalinski 45 - Ariel Garcé 68                                                                                                 |
| 18 marca 2012 | Arsenal Sarandí Buenos Aires - CA Banfield 1:0 Jorge Alberto Ortiz 9 |
| 18 marca 2012 | Independiente - Belgrano Córdoba 2:0 Ernesto Farías 76, Fabián Monserrat 87                                                                                             |
| 18 marca 2012 | Newell’s Old Boys - Atlético Rafaela 1:0 Mauricio Sperdutti 24 |
| 18 marca 2012 | CA All Boys - Godoy Cruz Antonio Tomba 1:1 Mauro Matos 47 - Facundo Andrés Castillón 72                                                                                 |

### Clausura 7
| Data          | Mecz |
| ------------- | --- |
| 25 marca 2012 | CA Colón - Independiente 3:0 Ernesto Javier Chevantón 42, Iván Moreno y Fabianesi 56, Lucas Andrés Mugni 61                      |
| 25 marca 2012 | Atlético Rafaela - San Lorenzo de Almagro 2:1 Fabricio Bautista Fontanini 39, Sebastián Carrera 86 - Carlos Bueno 7              |
| 25 marca 2012 | Argentinos Juniors - Estudiantes La Plata 1:2 Nicolás Berardo 27 - Mauro Boselli 4k, Raúl Alejandro Iberbia 56                   |
| 25 marca 2012 | CA Vélez Sarsfield - Newell’s Old Boys 0:1 Hernán Pellerano 90                                                                   |
| 25 marca 2012 | Boca Juniors - Club Atlético Lanús 2:2 Pablo Nicolás Mouche 40, Juan Román Riquelme 42 - Mariano Pavone 43, Paolo Duval Goltz 55 |
| 25 marca 2012 | Racing Club de Avellaneda - Unión Santa Fe 0:3 Matías Alfredo Martínez 1s, Jorge Luis Velázquez 19, Diego Daniel Jara 49         |
| 25 marca 2012 | Godoy Cruz Antonio Tomba - Olimpo Bahía Blanca 1:1 Rubén Darío Ramírez 79 - Martín Rolle 72                                      |
| 25 marca 2012 | CA Banfield - CA All Boys 0:0 |
| 25 marca 2012 | Arsenal Sarandí Buenos Aires - CA Tigre 1:0 Guillermo Burdisso 65                                                                |
| 25 marca 2012 | Belgrano Córdoba - San Martín San Juan 1:1 Claudio Daniel Pérez 90+3k - Cristian Osvaldo Álvarez 89k                             |

### Clausura 8
| Data            | Mecz |
| --------------- | --- |
| 1 kwietnia 2012 | Estudiantes La Plata - Boca Juniors 0:3 Santiago Silva 9, Pablo Ledesma 24, Pablo Nicolás Mouche 68                                                                               |
| 1 kwietnia 2012 | Newell’s Old Boys - Racing Club de Avellaneda 2:0 Maximiliano Nicolás Urruti 60, Pablo Javier Pérez 70                                                                            |
| 1 kwietnia 2012 | San Lorenzo de Almagro - CA Vélez Sarsfield 0:2 Ariel Cabral 8, Iván Bella 84 |
| 1 kwietnia 2012 | CA Tigre - Argentinos Juniors 1:2 Carlos Ariel Luna 78 - Fabián Bordagaray 14, 23                                                                                                 |
| 1 kwietnia 2012 | San Martín San Juan - CA Colón 2:2 Marcelo Adrián Carrusca 36, Roberval 88 - Ernesto Javier Chevantón 83, Leandro González 86                                                     |
| 1 kwietnia 2012 | Olimpo Bahía Blanca - CA Banfield 2:5 Andrés Franzoia 5, Martín Pérez Guedes 77 - Adrián Reta 13, Andrés Eliseo Chávez 47, 68, Roberto Sebastián Brum 74, Jonathan David Gómez 82 |
| 1 kwietnia 2012 | Club Atlético Lanús - Belgrano Córdoba 0:1 Claudio Daniel Pérez 83k |
| 1 kwietnia 2012 | CA All Boys - Arsenal Sarandí Buenos Aires 0:2 Gustavo Blanco Leschuk 23, Diego Alberto Torres 64                                                                                 |
| 1 kwietnia 2012 | Independiente - Atlético Rafaela 2:0 Facundo Manuel Parra 57, Fabián Monserrat 79                                                                                                 |
| 1 kwietnia 2012 | Unión Santa Fe - Godoy Cruz Antonio Tomba 1:1 Jorge Luis Velázquez 35 - Rubén Darío Ramírez 42                                                                                    |

### Clausura 9
| Data            | Mecz |
| --------------- | --- |
| 8 kwietnia 2012 | CA Vélez Sarsfield - Independiente 1:1 Lucas David Pratto 23 - Facundo Manuel Parra 4                                                    |
| 8 kwietnia 2012 | Racing Club de Avellaneda - San Lorenzo de Almagro 1:1 Matías Alfredo Martínez 32 - Emmanuel Gigliotti 42                                |
| 8 kwietnia 2012 | Boca Juniors - Argentinos Juniors 2:1 Juan Manuel Insaurralde 45, Darío Cvitanich 66 - Pablo Hernández 2                                 |
| 8 kwietnia 2012 | Belgrano Córdoba - Estudiantes La Plata 2:1 Esteban Nicolás González 51, 82 - Mauro Boselli 12                                           |
| 8 kwietnia 2012 | Godoy Cruz Antonio Tomba - Newell’s Old Boys 1:1 Juan Fernando Garro 47 - Maximiliano Nicolás Urruti 90                                  |
| 8 kwietnia 2012 | CA Colón - Club Atlético Lanús 1:0 Ernesto Javier Chevantón 86                                                                           |
| 8 kwietnia 2012 | CA Banfield - Unión Santa Fe 2:2 Hernán Rodrigo López 28k, Facundo Ferreyra 90+1k - Diego Francisco Barisone 73, Diego Daniel Jara 90+3k |
| 8 kwietnia 2012 | Arsenal Sarandí Buenos Aires - Olimpo Bahía Blanca 2:1 Nicolás Diego Aguirre 39, Jorge Alberto Ortiz 76 - Martín Pérez Guedes 71         |
| 8 kwietnia 2012 | CA All Boys - CA Tigre 2:0 Martín Darío Zapata 33, Juan Pablo Rodríguez 90+5                                                             |
| 8 kwietnia 2012 | Atlético Rafaela - San Martín San Juan 3:1 Sebastián Carrera 41, Nicolás Castro 45, Darío Alejandro Gandín 86 - Mauro Bogado 28          |

### Clausura 10
| Data             | Mecz |
| ---------------- | --- |
| 15 kwietnia 2012 | CA Tigre - Boca Juniors 2:1 Diego Alberto Morales 27, Rolando Carlos Schiavi 88s - Juan Manuel Insaurralde 79 |
| 15 kwietnia 2012 | Independiente - Racing Club de Avellaneda 4:1 Facundo Manuel Parra 36, Facundo Manuel Parra 58k, Patricio Elías Vidal 90+3, Patricio Julián Rodríguez 90+5 - Teófilo Antonio Gutiérrez 27 |
| 15 kwietnia 2012 | San Martín San Juan - CA Vélez Sarsfield 0:3 Facundo Andrés Affranchino 44 - Cristian Grabinski 32s, Leandro Sebastián Velázquez 80, Lucas David Pratto 85 mecz przerwany w 85 minucie przy stanie 1:3 z powodu zajść wywołanych przez kibiców gospodarzy, zweryfikowany przez AFA na 0:3 dla klubu Vélez Sársfield |
| 15 kwietnia 2012 | Estudiantes La Plata - CA Colón 2:2 Gastón Nicolás Fernández 45, Mauro Boselli 90+2 - Iván Moreno y Fabianesi 52, Gerardo Alcoba 58 |
| 15 kwietnia 2012 | Newell’s Old Boys - CA Banfield 3:0 Santiago Vergini 69, Fabián Miguel Muñoz 87, Víctor Marcelino Aquino 90+2 |
| 15 kwietnia 2012 | Argentinos Juniors - Belgrano Córdoba 0:0 |
| 15 kwietnia 2012 | Olimpo Bahía Blanca - CA All Boys 1:2 Néstor Fabián Bareiro 21 - Mauro Matos 7, Martín Darío Zapata 68 |
| 15 kwietnia 2012 | Unión Santa Fe - Arsenal Sarandí Buenos Aires 1:0 Juan Ignacio Cavallaro 52 |
| 15 kwietnia 2012 | Club Atlético Lanús - Atlético Rafaela 1:0 Mario Regueiro 37k |
| 15 kwietnia 2012 | San Lorenzo de Almagro - Godoy Cruz Antonio Tomba 3:0 Emmanuel Gigliotti 8, 30, Cristian Manuel Chávez 82 |

### Clausura 11
| Data             | Mecz |
| ---------------- | --- |
| 22 kwietnia 2012 | Belgrano Córdoba - Boca Juniors 1:1 Matías Alejandro Giménez 23 - Walter Erviti 49                                                                               |
| 22 kwietnia 2012 | Godoy Cruz Antonio Tomba - Independiente 0:0 |
| 22 kwietnia 2012 | CA Banfield - San Lorenzo de Almagro 1:1 Nicolás Alejandro Tagliafico 90+4 - Carlos Bueno 63                                                                     |
| 22 kwietnia 2012 | CA Colón - Argentinos Juniors 1:0 Esteban Óscar Fuertes 33 |
| 22 kwietnia 2012 | Atlético Rafaela - Estudiantes La Plata 3:2 Óscar Matías Carniello 15, Matías Fissore 19, Darío Alejandro Gandín 55k - Mauro Boselli 45, Duván Esteban Zapata 61 |
| 22 kwietnia 2012 | Arsenal Sarandí Buenos Aires - Newell’s Old Boys 1:1 Darío Ismael Benedetto 47 - Víctor Alberto Figueroa 55                                                      |
| 22 kwietnia 2012 | CA Vélez Sarsfield - Club Atlético Lanús 0:0 |
| 22 kwietnia 2012 | CA All Boys - Unión Santa Fe 2:1 Emanuel Perea 7, Martín Darío Zapata 23k - Rodrigo Erramuspe 35                                                                 |
| 22 kwietnia 2012 | CA Tigre - Olimpo Bahía Blanca 1:0 Martín Sebastián Galmarini 40                                                                                                 |
| 22 kwietnia 2012 | Racing Club de Avellaneda - San Martín San Juan 1:0 Pablo Nicolás Caballero 84                                                                                   |

### Clausura 12
| Data             | Mecz |
| ---------------- | --- |
| 29 kwietnia 2012 | Club Atlético Lanús - Racing Club de Avellaneda 3:1 Carlos Izquierdoz 17, Mariano Pavone 36, Silvio Romero 65 - Valentín Nicolás Viola 85 |
| 29 kwietnia 2012 | Estudiantes La Plata - CA Vélez Sarsfield 0:2 Federico Insúa 23, Juan Manuel Martínez 35                                                  |
| 29 kwietnia 2012 | Boca Juniors - CA Colón 1:0 Santiago Silva 36                                                                                             |
| 29 kwietnia 2012 | Independiente - CA Banfield 2:0 Osmar Ferreyra 71, Ernesto Farías 81                                                                      |
| 29 kwietnia 2012 | Unión Santa Fe - Olimpo Bahía Blanca 2:0 Jorge Luis Velázquez 72, Matías Donnet 83                                                        |
| 29 kwietnia 2012 | Newell’s Old Boys - CA All Boys 1:1 Martín Tonso 90+2 - Mauro Matos 5                                                                     |
| 29 kwietnia 2012 | San Lorenzo de Almagro - Arsenal Sarandí Buenos Aires 2:0 Juan Manuel Salgueiro 31, Emmanuel Gigliotti 79                                 |
| 29 kwietnia 2012 | Argentinos Juniors - Atlético Rafaela 0:0                                                                                                 |
| 29 kwietnia 2012 | Belgrano Córdoba - CA Tigre 1:1 Guillermo Martín Farré 49 - Ezequiel Carlos Maggiolo 21                                                   |
| 29 kwietnia 2012 | San Martín San Juan - Godoy Cruz Antonio Tomba 1:0 Marcelo Adrián Carrusca 17                                                             |

### Clausura 13
| Data        | Mecz |
| ----------- | --- |
| 6 maja 2012 | Atlético Rafaela - Boca Juniors 2:2 Fabricio Bautista Fontanini 60, Darío Alejandro Gandín 90+5k - Pablo Nicolás Mouche 31, Nicolás Blandi 90+6 |
| 6 maja 2012 | Arsenal Sarandí Buenos Aires - Independiente 3:1 Guillermo Burdisso 8, Gabriel Milito 27s, Emilio José Zelaya 42 - Facundo Manuel Parra 69      |
| 6 maja 2012 | CA All Boys - San Lorenzo de Almagro 0:0 |
| 6 maja 2012 | CA Vélez Sarsfield - Argentinos Juniors 0:2 Santiago Nagüel 52, Pablo Hernández 83k                                                             |
| 6 maja 2012 | Racing Club de Avellaneda - Estudiantes La Plata 2:0 Lucas Elio Aveldaño 38, Giovanni Andrés Moreno 90+1                                        |
| 6 maja 2012 | Olimpo Bahía Blanca - Newell’s Old Boys 1:2 Maximiliano Gustavo Laso 16 - Víctor Alberto Figueroa 18, Pablo Javier Pérez 75                     |
| 6 maja 2012 | Godoy Cruz Antonio Tomba - Club Atlético Lanús 0:1 César Alberto Carranza 6                                                                     |
| 6 maja 2012 | CA Tigre - Unión Santa Fe 4:0 Ezequiel Carlos Maggiolo 16, Carlos Ariel Luna 29, 44, Ezequiel Carlos Maggiolo 52                                |
| 6 maja 2012 | CA Colón - Belgrano Córdoba 2:0 Gerardo Alcoba 2, Esteban Óscar Fuertes 72                                                                      |
| 6 maja 2012 | CA Banfield - San Martín San Juan 1:2 Marcelo Quinteros 40 - Diego García 6, 44                                                                 |

### Clausura 14
| Data         | Mecz |
| ------------ | --- |
| 13 maja 2012 | Argentinos Juniors - Racing Club de Avellaneda 2:1 Juan Edgardo Ramírez 9, Juan José Morales 89 - Valentín Nicolás Viola 14                                             |
| 13 maja 2012 | Boca Juniors - CA Vélez Sarsfield 0:0 |
| 13 maja 2012 | Newell’s Old Boys - Unión Santa Fe 3:1 Víctor Alberto Figueroa 6, Santiago Vergini 39, Maximiliano Nicolás Urruti 42 - Matías Donnet 58                                 |
| 13 maja 2012 | Club Atlético Lanús - CA Banfield 2:1 Diego Luis Braghieri 7, Mariano Pavone 14 - Facundo Ferreyra 79                                                                   |
| 13 maja 2012 | San Lorenzo de Almagro - Olimpo Bahía Blanca 1:1 Emmanuel Gigliotti 90+4 - Néstor Fabián Bareiro 73                                                                     |
| 13 maja 2012 | Independiente - CA All Boys 0:3 Martín Gerardo Morel 22, Matías Rudler 62, Mauro Matos 81                                                                               |
| 13 maja 2012 | San Martín San Juan - Arsenal Sarandí Buenos Aires 1:4 Sebastián Ariel Penco 54 - Emilio José Zelaya 5k, Damián Pérez 18, Nicolás Diego Aguirre 53, Carlos Carbonero 59 |
| 13 maja 2012 | Belgrano Córdoba - Atlético Rafaela 1:1 Claudio Daniel Pérez 5k - Nicolás Castro 89                                                                                     |
| 13 maja 2012 | CA Colón - CA Tigre 1:1 Leonardo Sebastián Prediger 2 - Carlos Ariel Luna 14                                                                                            |
| 13 maja 2012 | Estudiantes La Plata - Godoy Cruz Antonio Tomba 1:0 Leandro Desábato 45                                                                                                 |

### Clausura 15
| Data         | Mecz |
| ------------ | --- |
| 20 maja 2012 | Racing Club de Avellaneda - Boca Juniors 0:2 Lucas Viatri 69, Nicolás Blandi 82                                                                     |
| 20 maja 2012 | Olimpo Bahía Blanca - Independiente 2:1 Néstor Fabián Bareiro 8, 69 - Ernesto Farías 20                                                             |
| 20 maja 2012 | Unión Santa Fe - San Lorenzo de Almagro 1:0 Diego Francisco Barisone 88                                                                             |
| 20 maja 2012 | Godoy Cruz Antonio Tomba - Argentinos Juniors 1:1 Rubén Darío Ramírez 64 - Ciro Pablo Rius 87                                                       |
| 20 maja 2012 | CA Banfield - Estudiantes La Plata 0:3 Matías Sarulyte 11, Duván Esteban Zapata 32, Gastón Nicolás Fernández 76                                     |
| 20 maja 2012 | CA Tigre - Newell’s Old Boys 3:1 Carlos Ariel Luna 15, 40, 82 - Víctor Alberto Figueroa 19                                                          |
| 20 maja 2012 | Arsenal Sarandí Buenos Aires - Club Atlético Lanús 3:1 Nicolás Diego Aguirre 15, Emilio José Zelaya 26, Jorge Alberto Ortiz 37 - Mario Regueiro 36k |
| 20 maja 2012 | Atlético Rafaela - CA Colón 0:0 |
| 20 maja 2012 | CA Vélez Sarsfield - Belgrano Córdoba 0:1 Néstor Andrés Silvera 62                                                                                  |
| 20 maja 2012 | CA All Boys - San Martín San Juan 1:0 Mauro Matos 18                                                                                                |

### Clausura 16
| Data         | Mecz |
| ------------ | --- |
| 27 maja 2012 | Belgrano Córdoba - Racing Club de Avellaneda 0:1 Giovanni Andrés Moreno 60                                                                                     |
| 27 maja 2012 | CA Colón - CA Vélez Sarsfield 0:2 Juan Manuel Martínez 51, Augusto Fernández 89                                                                                |
| 27 maja 2012 | San Lorenzo de Almagro - Newell’s Old Boys 3:2 Emmanuel Gigliotti 51, Carlos Bueno 55, Emmanuel Gigliotti 88 - Pablo Javier Pérez 15, Fabián Miguel Muñoz 31   |
| 27 maja 2012 | Independiente - Unión Santa Fe 0:0 |
| 27 maja 2012 | Argentinos Juniors - CA Banfield 1:0 Pablo Barzola 76k |
| 27 maja 2012 | San Martín San Juan - Olimpo Bahía Blanca 3:2 Sebastián Ariel Penco 73, Gastón Nicolás Caprari 82, Cristian Osvaldo Álvarez 90+2k - Martín Pérez Guedes 10, 52 |
| 27 maja 2012 | Club Atlético Lanús - CA All Boys 1:0 Mariano Pavone 52 |
| 27 maja 2012 | Estudiantes La Plata - Arsenal Sarandí Buenos Aires 1:1 Duván Esteban Zapata 43 - Emilio José Zelaya 17k                                                       |
| 27 maja 2012 | Atlético Rafaela - CA Tigre 1:1 Nicolás Castro 54 - Mariano Raúl Echeverría 68                                                                                 |
| 27 maja 2012 | Boca Juniors - Godoy Cruz Antonio Tomba 3:0 Juan Manuel Insaurralde 14, Darío Cvitanich 43, Pablo Nicolás Mouche 83                                            |

### Clausura 17
| Data            | Mecz |
| --------------- | --- |
| 10 czerwca 2012 | CA Banfield - Boca Juniors 1:1 Agustín Alayes 47 - Santiago Ladino 50s                                                                        |
| 10 czerwca 2012 | Newell’s Old Boys - Independiente 2:1 Pablo Javier Pérez 45, Víctor Marcelino Aquino 83 - Ernesto Farías 36                                   |
| 10 czerwca 2012 | CA Tigre - San Lorenzo de Almagro 3:1 Ezequiel Carlos Maggiolo 36, Román Fernando Martínez 55, 85 - Leandro Atilio Romagnoli 63               |
| 10 czerwca 2012 | Arsenal Sarandí Buenos Aires - Argentinos Juniors 3:1 Lisandro López 3, Juan Alberto Sabia 21s, Luciano Leguizamón 76k - Juan José Morales 60 |
| 10 czerwca 2012 | CA All Boys - Estudiantes La Plata 3:1 Eduardo Rodrigo Domínguez 33, Jonathan Ferrari 48, Mauro Matos 74 - Gastón Nicolás Fernández 71k       |
| 10 czerwca 2012 | Olimpo Bahía Blanca - Club Atlético Lanús 2:2 Andrés Franzoia 52, Martín Pérez Guedes 77 - Mario Regueiro 4k, 38                              |
| 10 czerwca 2012 | Racing Club de Avellaneda - CA Colón 1:1 Valentín Nicolás Viola 12, Federico Fernando Higuaín 90                                              |
| 10 czerwca 2012 | Godoy Cruz Antonio Tomba - Belgrano Córdoba 2:1 Álvaro Damián Navarro 15, Rubén Darío Ramírez 31 - Claudio Daniel Pérez 90k                   |
| 10 czerwca 2012 | CA Vélez Sarsfield - Atlético Rafaela 2:1 Juan Manuel Martínez 53, Mauro Iván Óbolo 58 - César Andrés Carignano 64                            |
| 10 czerwca 2012 | Unión Santa Fe - San Martín San Juan 0:0 |

### Clausura 18
| Data            | Mecz |
| --------------- | --- |
| 17 czerwca 2012 | Atlético Rafaela - Racing Club de Avellaneda 4:2 César Andrés Carignano 37k, 66, Nicolás Castro 57, Federico Rafael González 72 - Bruno Zuculini 45, Lucas Nahuel Castro 56 |
| 17 czerwca 2012 | Independiente - San Lorenzo de Almagro 0:0 |
| 17 czerwca 2012 | San Martín San Juan - Newell’s Old Boys 2:1 Diego García 2, Gastón Nicolás Caprari 27 - Pablo Javier Pérez 32                                                               |
| 17 czerwca 2012 | Club Atlético Lanús - Unión Santa Fe 0:0 |
| 17 czerwca 2012 | Belgrano Córdoba - CA Banfield 3:1 Federico Almenares 40, Lucas Santiago Melano 65, 67 - Diego Alejandro de Souza 1                                                         |
| 17 czerwca 2012 | Estudiantes La Plata - Olimpo Bahía Blanca 1:0 Gabriel Iván Mercado 51 |
| 17 czerwca 2012 | Argentinos Juniors - CA All Boys 1:0 Juan José Morales 74 |
| 17 czerwca 2012 | Boca Juniors - Arsenal Sarandí Buenos Aires 0:3 Emilio José Zelaya 2, Luciano Leguizamón 38, Luciano Leguizamón 57                                                          |
| 17 czerwca 2012 | CA Vélez Sarsfield - CA Tigre 0:1 Carlos Ariel Luna 79 |
| 17 czerwca 2012 | CA Colón - Godoy Cruz Antonio Tomba 2:0 Esteban Óscar Fuertes 23, Esteban Óscar Fuertes 51                                                                                  |

### Clausura 19
| Data            | Mecz |
| --------------- | --- |
| 24 czerwca 2012 | CA All Boys - Boca Juniors 3:1 Emanuel Perea 14, 40, 53 - Gastón Sauro 90 |
| 24 czerwca 2012 | CA Tigre - Independiente 2:2 Carlos Ariel Luna 21, Diego Alberto Morales 81k - Patricio Julián Rodríguez 50, 56                                                                                                  |
| 24 czerwca 2012 | Racing Club de Avellaneda - CA Vélez Sarsfield 1:2 Iván Pillud 82 - Federico Insúa 38, Augusto Fernández 87 |
| 24 czerwca 2012 | Olimpo Bahía Blanca - Argentinos Juniors 0:0 |
| 24 czerwca 2012 | Unión Santa Fe - Estudiantes La Plata 2:2 Fausto Emanuel Montero 15, Rodrigo Erramuspe 51 - Gastón Nicolás Fernández 13, Duván Esteban Zapata 62                                                                 |
| 24 czerwca 2012 | Newell’s Old Boys - Club Atlético Lanús 0:0 |
| 24 czerwca 2012 | CA Banfield - CA Colón 0:3 Leonardo Sebastián Prediger 11, Esteban Óscar Fuertes 29, 31 mecz przerwany w 83 minucie z powodu zamieszek na trybunach wywołanych przez miejscowych kibiców - wynik meczu zachowano |
| 24 czerwca 2012 | Arsenal Sarandí Buenos Aires - Belgrano Córdoba 1:0 Lisandro López 28 |
| 24 czerwca 2012 | Godoy Cruz Antonio Tomba - Atlético Rafaela 1:3 Rubén Darío Ramírez 3k - Fabricio Bautista Fontanini 14, Sebastián Carrera 31, Nicolás Castro 60                                                                 |
| 24 czerwca 2012 | San Lorenzo de Almagro - San Martín San Juan 3:1 Carlos Bueno 29, 81, Walter Kannemann 55 - Gastón Nicolás Caprari 27                                                                                            |

### Tabela końcowa Clausura 2011/12
| Poz | Klub                         | Mecze | Zw | Rem | Por | Pkt | BrZd | BrStr |
| --- | ---------------------------- | ----- | -- | --- | --- | --- | ---- | ----- |
| 1   | Arsenal Sarandí Buenos Aires | 19    | 11 | 5   | 3   | 38  | 30   | 15    |
| 2   | CA Tigre                     | 19    | 10 | 6   | 3   | 36  | 29   | 15    |
| 3   | CA Vélez Sarsfield           | 19    | 9  | 6   | 4   | 33  | 26   | 15    |
| 4   | Boca Juniors                 | 19    | 9  | 6   | 4   | 33  | 30   | 20    |
| 5   | CA All Boys                  | 19    | 9  | 6   | 4   | 33  | 21   | 13    |
| 6   | Newell’s Old Boys            | 19    | 9  | 5   | 5   | 32  | 26   | 19    |
| 7   | CA Colón                     | 19    | 7  | 8   | 4   | 29  | 24   | 18    |
| 8   | Argentinos Juniors           | 19    | 7  | 6   | 6   | 27  | 17   | 15    |
| 9   | Estudiantes La Plata         | 19    | 7  | 6   | 6   | 27  | 23   | 24    |
| 10  | Club Atlético Lanús          | 19    | 7  | 5   | 7   | 26  | 19   | 18    |
| 11  | Unión Santa Fe               | 19    | 5  | 10  | 4   | 25  | 21   | 20    |
| 12  | San Lorenzo de Almagro       | 19    | 6  | 7   | 6   | 25  | 22   | 23    |
| 13  | Atlético Rafaela             | 19    | 6  | 6   | 7   | 24  | 26   | 24    |
| 14  | Belgrano Córdoba             | 19    | 6  | 6   | 7   | 24  | 17   | 20    |
| 15  | San Martín San Juan          | 19    | 6  | 4   | 9   | 22  | 21   | 29    |
| 16  | Independiente                | 19    | 5  | 5   | 9   | 20  | 22   | 28    |
| 17  | Racing Club de Avellaneda    | 19    | 5  | 4   | 10  | 19  | 19   | 27    |
| 18  | Godoy Cruz Antonio Tomba     | 19    | 2  | 8   | 9   | 14  | 11   | 25    |
| 19  | Olimpo Bahia Blanca          | 19    | 3  | 4   | 12  | 13  | 20   | 34    |
| 20  | CA Banfield                  | 19    | 2  | 5   | 12  | 11  | 15   | 37    |

### Klasyfikacja strzelców bramek turnieju Clausura 2011/12
| Gole | Piłkarz                | Klub                   |
| ---- | ---------------------- | ---------------------- |
| 12   | Mauro Iván Óbolo       | CA Vélez Sarsfield     |
| 8    | Gastón Nicolás Caprari | San Martín San Juan    |
| 7    | Ernesto Farías         | Independiente          |
| 7    | Esteban Óscar Fuertes  | CA Colón               |
| 7    | Darío Alejandro Gandín | Atlético Rafaela       |
| 7    | Emmanuel Gigliotti     | San Lorenzo de Almagro |
| 7    | Mariano Pavone         | Club Atlético Lanús    |

## Tabela spadkowa 2011/12
| Poz | Klub                         | 2009/10 pkt/m | 2010/11 pkt/m | 2011/12 pkt/m | Razem pkt/mecze | Średnia |
| --- | ---------------------------- | ------------- | ------------- | ------------- | --------------- | ------- |
| 1   | CA Vélez Sarsfield           | 61/38         | 82/38         | 64/38         | 207/114         | 1.816   |
| 2   | Estudiantes La Plata         | 71/38         | 69/38         | 50/38         | 190/114         | 1.667   |
| 3   | Club Atlético Lanús          | 60/38         | 63/38         | 55/38         | 178/114         | 1.561   |
| 4   | Boca Juniors                 | 47/38         | 53/38         | 76/38         | 176/114         | 1.544   |
| 5   | Argentinos Juniors           | 73/38         | 54/38         | 49/38         | 176/114         | 1.544   |
| 6   | Arsenal Sarandí Buenos Aires | 46/38         | 57/38         | 62/38         | 165/114         | 1.447   |
| 7   | Belgrano Córdoba             | 0/38          | 0/38          | 55/38         | 55/38           | 1.447   |
| 8   | CA Colón                     | 55/38         | 47/38         | 60/38         | 162/114         | 1.421   |
| 9   | Newell’s Old Boys            | 69/38         | 42/38         | 48/38         | 159/114         | 1.395   |
| 10  | Independiente                | 68/38         | 43/38         | 47/38         | 158/114         | 1.386   |
| 11  | CA All Boys                  | 0/38          | 51/38         | 54/38         | 105/76          | 1.382   |
| 12  | Godoy Cruz Antonio Tomba     | 53/38         | 63/38         | 38/38         | 154/114         | 1.351   |
| 13  | Unión Santa Fe               | 0/38          | 0/38          | 50/38         | 50/38           | 1.316   |
| 14  | Atlético Rafaela             | 0/38          | 0/38          | 50/38         | 50/38           | 1.316   |
| 15  | Racing Club de Avellaneda    | 46/38         | 52/38         | 50/38         | 148/114         | 1.298   |
| 16  | CA Tigre                     | 32/38         | 50/38         | 63/38         | 145/114         | 1.272   |
| 17  | San Martín San Juan          | 0/38          | 0/38          | 48/38         | 48/38           | 1.263   |
| 18  | San Lorenzo de Almagro       | 52/38         | 47/38         | 44/38         | 143/114         | 1.254   |
| 19  | CA Banfield                  | 73/38         | 47/38         | 22/38         | 142/114         | 1.246   |
| 19  | Olimpo Bahía Blanca          | 0/38          | 48/38         | 29/38         | 77/76           | 1.013   |

## Baraże o utrzymanie się w lidze

### Pierwsze mecze
| Data            | Mecz                                                               |
| --------------- | ------------------------------------------------------------------ |
| 28 czerwca 2012 | Rosario Central - San Martín San Juan 0:0                          |
| 28 czerwca 2012 | Instituto Córdoba - San Lorenzo de Almagro 0:2 Carlos Bueno 47, 61 |

### Rewanże
| Data         | Mecz                                                                                        |
| ------------ | ------------------------------------------------------------------------------------------- |
| 1 lipca 2012 | San Martín San Juan - Rosario Central 0:0                                                   |
| 1 lipca 2012 | San Lorenzo de Almagro - Instituto Córdoba 1:1 Néstor Ezequiel Ortigoza 78 - Diego Lagos 69 |

Kluby San Martín San Juan i San Lorenzo de Almagro obroniły się przed spadkiem. Klub drugoligowy, by uzyskać awans, musiał wykazać wyższość nad klubem pierwszoligowym, dlatego Rosario Central, mimo dwóch bezbramkowych remisów, nie uzyskał awansu do pierwszej ligi.

## Sumaryczna tabela 2011
Zsumowanie dokonań w turnieju Clausura 2010/11 i Apertura 2011/12. Tabela ma znaczenie przy kwalifikowaniu klubów do turniejów Copa Libertadores 2012 i Copa Sudamericana 2012.
| Poz | Klub                         | Mecze | Zw | Rem | Por | Pkt | BrZd | BrStr |
| --- | ---------------------------- | ----- | -- | --- | --- | --- | ---- | ----- |
| 1   | Boca Juniors                 | 38    | 21 | 13  | 4   | 76  | 49   | 28    |
| 2   | CA Vélez Sarsfield           | 38    | 21 | 7   | 10  | 70  | 58   | 34    |
| 3   | Club Atlético Lanús          | 38    | 17 | 13  | 8   | 64  | 49   | 30    |
| 4   | Godoy Cruz Antonio Tomba     | 38    | 16 | 10  | 12  | 58  | 61   | 52    |
| 5   | Independiente                | 38    | 14 | 14  | 10  | 56  | 48   | 37    |
| 6   | Racing Club de Avellaneda    | 38    | 14 | 12  | 12  | 54  | 41   | 34    |
| 7   | CA Tigre                     | 38    | 13 | 13  | 12  | 52  | 47   | 45    |
| 8   | Argentinos Juniors           | 38    | 12 | 16  | 10  | 52  | 34   | 35    |
| 9   | CA Colón                     | 38    | 14 | 10  | 14  | 52  | 39   | 42    |
| 10  | Arsenal Sarandí Buenos Aires | 38    | 12 | 13  | 13  | 49  | 46   | 42    |
| 11  | Estudiantes La Plata         | 38    | 12 | 11  | 15  | 47  | 42   | 43    |
| 12  | Olimpo Bahía Blanca          | 38    | 10 | 16  | 12  | 46  | 43   | 48    |
| 13  | CA All Boys                  | 38    | 11 | 13  | 14  | 46  | 29   | 42    |
| 14  | San Lorenzo de Almagro       | 38    | 10 | 12  | 16  | 42  | 33   | 35    |
| 15  | CA Banfield                  | 38    | 10 | 8   | 20  | 38  | 37   | 53    |
| 16  | Newell’s Old Boys            | 38    | 5  | 17  | 16  | 32  | 29   | 50    |
| 17  | Belgrano Córdoba             | 19    | 8  | 7   | 4   | 31  | 21   | 16    |
| 18  | San Martín San Juan          | 19    | 6  | 8   | 5   | 26  | 17   | 14    |
| 19  | Atlético Rafaela             | 19    | 8  | 2   | 9   | 26  | 22   | 26    |
| 20  | Unión Santa Fe               | 19    | 6  | 7   | 6   | 25  | 14   | 18    |

## Sumaryczna tabela sezonu 2011/12
| Poz | Klub                         | Mecze | Zw | Rem | Por | Pkt | BrZd | BrStr |
| --- | ---------------------------- | ----- | -- | --- | --- | --- | ---- | ----- |
| 1   | Boca Juniors                 | 38    | 21 | 13  | 4   | 76  | 55   | 26    |
| 2   | CA Vélez Sarsfield           | 38    | 18 | 10  | 10  | 64  | 48   | 32    |
| 3   | CA Tigre                     | 38    | 17 | 12  | 9   | 63  | 51   | 34    |
| 4   | Arsenal Sarandí Buenos Aires | 38    | 17 | 11  | 10  | 62  | 51   | 35    |
| 5   | CA Colón                     | 38    | 15 | 15  | 8   | 60  | 43   | 33    |
| 6   | Club Atlético Lanús          | 38    | 14 | 13  | 11  | 55  | 39   | 32    |
| 7   | Belgrano Córdoba             | 38    | 14 | 13  | 11  | 55  | 38   | 36    |
| 8   | CA All Boys                  | 38    | 13 | 15  | 10  | 54  | 36   | 36    |
| 9   | Racing Club de Avellaneda    | 38    | 12 | 14  | 12  | 50  | 35   | 35    |
| 10  | Estudiantes La Plata         | 38    | 13 | 11  | 14  | 50  | 47   | 48    |
| 11  | Atlético Rafaela             | 38    | 14 | 8   | 16  | 50  | 48   | 50    |
| 12  | Unión Santa Fe               | 38    | 11 | 17  | 10  | 50  | 35   | 38    |
| 13  | Argentinos Juniors           | 38    | 12 | 13  | 13  | 49  | 35   | 39    |
| 14  | Newell’s Old Boys            | 38    | 10 | 18  | 10  | 48  | 39   | 37    |
| 15  | San Martín San Juan          | 38    | 12 | 12  | 14  | 48  | 38   | 43    |
| 16  | Independiente                | 38    | 12 | 11  | 15  | 47  | 40   | 45    |
| 17  | San Lorenzo de Almagro       | 38    | 11 | 11  | 16  | 44  | 35   | 42    |
| 18  | Godoy Cruz Antonio Tomba     | 38    | 8  | 14  | 16  | 38  | 39   | 49    |
| 19  | Olimpo Bahía Blanca          | 38    | 5  | 14  | 19  | 29  | 35   | 59    |
| 20  | CA Banfield                  | 38    | 5  | 7   | 26  | 22  | 28   | 66    |